# Zhengxiang
Zhengxiang är ett stadsdistrikt i Hengyang i Hunan-provinsen i södra Kina.